# Chile mira cielo chino

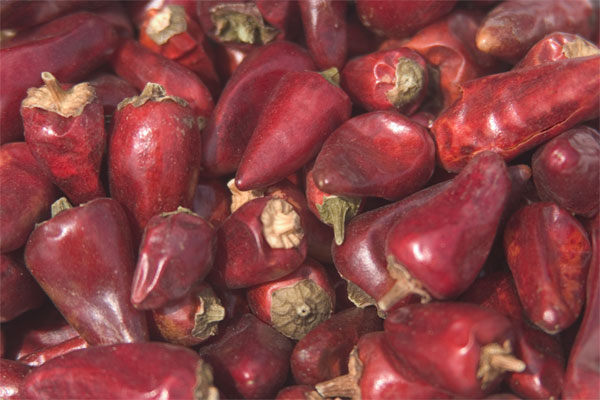
Chiles mira cielo chinos secos.

El chile o ají mira cielo chino o Chaotián (Capsicum annuum var. conoides; en chino, 朝天椒 PY cháotiānjiāo, o 指天椒 zhǐtiānjiāo, que significa 'pimiento que apunta hacia el cielo') es una variedad china del ají o chile, especialmente típico de la gastronomía sichuanesa. Es llamado así porque es crece en la planta orientado hacia arriba (los llamados «pimientos ornamentales»), a diferencia de la mayoría de variedades de pimiento, que lo hacen hacia abajo. Tiene una forma cónica, entre 3-6 cm de largo y alrededor de 1-2 cm de diámetro en la base, además de una piel muy fina. Es moderadamente picante (40.000 SHU).
Se puede encontrar seco y usarse como ingrediente de muchas preparaciones como salsas, también se suelen servir enteros junto al plato principal. Este chile suele estar demasiado picante para poder consumirse crudo, pero se puede cocinar ligeramente en aceite para suavizarlo.
El chile mira cielo chino seco se reconoce como un «alimento básico de la despensa» en la provincia de Sichuán, China, según Fuchsia Dunlop en su libro de cocina Land of Plenty. Describe el Chaotián como muy fragante y moderadamente picante (mucho menos picante que los pequeños chiles tailandeses).